# Patient X
Patient X (Patient X et The Red and the Black) est un double épisode constituant les 13e et 14e épisodes de la saison 5 de la série télévisée X-Files. Dans cet épisode, qui fait partie de l'arc mythologique de la série, Mulder, dont les convictions sont ébranlées, et Scully enquêtent sur les morts violentes de personnes précédemment enlevées par des extraterrestres, lesquels semblent être divisés en deux factions.
L'épisode, tourné avec des moyens importants, a obtenu des critiques globalement favorables.

## Résumé

### Première partie
Au Kazakhstan, deux adolescents voient un objet volant s'écraser au sol. Le lendemain, Marita Covarrubias, qui dirige une enquête de troupes de l'ONU dans le secteur, se heurte à Alex Krycek, qui semble en savoir long sur elle et emmène avec lui Dmitri, l'un des deux adolescents. Krycek fait infecter Dmitri par l'huile noire et l'emmène aux États-Unis. Pendant ce temps, Mulder, invité à une conférence sur les extraterrestres, se prononce ardemment contre l'existence de ceux-ci en affirmant qu'il s'agit d'une conspiration du gouvernement pour servir d'écran de fumée à des expérimentations militaires secrètes. Mulder rencontre Cassandra Spender, qui prétend avoir été enlevée par des extraterrestres à de multiples reprises et qu'elle va bientôt l'être à nouveau, mais refuse de la croire. Scully rencontre l'agent Jeffrey Spender, le fils de Cassandra, qui souhaite que Mulder reste loin de sa mère.
Marita Covarrubias fait son rapport au Syndicat, qui s'inquiète que la colonisation ait déjà commencé. Krycek offre à l'homme bien manucuré de lui échanger Dmitri contre les recherches du Syndicat sur le vaccin contre l'huile noire. De son côté, Scully se rend compte qu'elle a plusieurs points communs avec Cassandra, dont le lieu de leur enlèvement et leur implant. Plus tard, un groupe important de personnes affirmant avoir été enlevées par des extraterrestres se rassemble au mont Skyland, dans les montagnes Blue Ridge. Tous sont brûlés vifs par des extraterrestres sans visages. Cassandra implore Mulder et Scully d’arrêter ces massacres, qui ne font selon elle que commencer, mais Mulder pense que seul le gouvernement est derrière cela. Marita Covarrubias, après avoir séduit Krycek, s'empare de Dmitri et contacte Mulder, mais est contaminée par l'huile noire. Pendant ce temps, Scully et Cassandra se rendent sur un barrage à un autre rassemblement de personnes précédemment enlevées. Tous assistent à l'arrivée d'un vaisseau spatial lorsque des extraterrestres sans visages apparaissent et passent à l'attaque.

### Deuxième partie
Mulder arrive au barrage et y découvre un grand nombre de cadavres brûlés, mais trouve Scully saine et sauve, seulement victime de légères brûlures. Scully ne garde aucun souvenir de ce qui est arrivé, tandis que Cassandra est portée disparue. Pendant ce temps, le Syndicat administre à Marita Covarrubias le vaccin expérimental contre l'huile noire mais celui-ci semble inefficace. L'homme bien manucuré, qui a capturé Krycek, pense que les Russes possèdent un vaccin fonctionnel et conclut un marché avec lui. Un extraterrestre sans visage ayant été capturé par des militaires, le Syndicat en vient à la conclusion qu'il s'agit d'un membre d'une faction rebelle s'opposant aux colonisateurs, l'absence de visage étant une protection contre l'huile noire. L'homme bien manucuré en conclut qu'une résistance aux colonisateurs est possible en s'alliant avec les rebelles mais ses collègues sont très réticents.
Mulder et Scully, ayant trouvé que toutes les victimes possédaient un implant, pensent que c'est là que se trouve toutes les réponses à leurs questions. Scully raconte sous hypnose comment les rebelles ont brûlé de nombreuses personnes avant que le vaisseau spatial ne les élimine et enlève Cassandra. Cependant, contre toute attente, Mulder n'est toujours pas convaincu de l'implication d’extraterrestres. Jeffrey Spender fait quant à lui douter Scully en lui racontant comment sa mère le forçait à croire qu'il l'avait vu se faire enlever. Relâché, Krycek attaque Mulder par surprise. Sous la menace de son arme, il lui révèle comment l'avenir de la Terre dépend de l'issue de la guerre entre les colonisateurs et les rebelles et affirme que le rebelle capturé par les militaires doit être secouru. Mulder et Scully, revenus partiellement à leurs positions initiales, pénètrent dans la base militaire où le rebelle est détenu. Sous les yeux de Mulder, un chasseur de primes extraterrestre est sur le point de tuer le rebelle quand celui-ci est sauvé par d'autres rebelles. Pendant ce temps, le vaccin russe semble opérer sur Marita Covarrubias, tandis que Spender reçoit une lettre de l'homme à la cigarette mais la lui retourne sans l'avoir ouverte.

## Distribution
- David Duchovny : Fox Mulder
- Gillian Anderson : Dana Scully
- Nicholas Lea : Alex Krycek
- Veronica Cartwright : Cassandra Spender
- Laurie Holden : Marita Covarrubias
- Brian Thompson : le chasseur de primes extraterrestre
- Jim Jansen : Dr Heitz Werber
- John Neville : l'homme bien manucuré
- Chris Owens : Jeffrey Spender
- Don S. Williams : First Elder
- Alex Shostak Jr : Dmitri
- Mitch Pileggi : Walter Skinner (deuxième partie seulement)
- William B. Davis : l'homme à la cigarette (deuxième partie seulement)
- George Murdock : Second Elder (deuxième partie seulement)

## Production
Chris Owens, qui a auparavant interprété l'homme à la cigarette jeune dans deux épisodes de la série, puis a tenu le rôle du « Grand Mutato » dans Prométhée post-moderne, est engagé pour interpréter le personnage de Jeffrey Spender sur la recommandation de David Duchovny, qui a remarqué ses talents d'acteur et a conseillé à Chris Carter de l'engager à nouveau. Veronica Cartwright joue quant à elle le rôle récurrent de Cassandra Spender, le directeur de casting mettant en avant la « petite touche mystérieuse et effrayante » induite par sa voix.
Pour les besoins de l'épisode, Nicholas Lea et Laurie Holden doivent apprendre plusieurs dialogues en russe avec un coach vocal, tandis qu'Alex Shostak Jr, qui interprète Dmitri, traduit lui-même ses dialogues de l'anglais au russe. Le jeune acteur doit également porter un maquillage particulièrement éprouvant qui donne l'illusion que sa bouche et ses yeux sont scellés. Aveuglé, il doit être guidé par des membres de l'équipe pour le tournage de plusieurs scènes et il est ravitaillé en eau par une petite paille glissée entre ses lèvres.

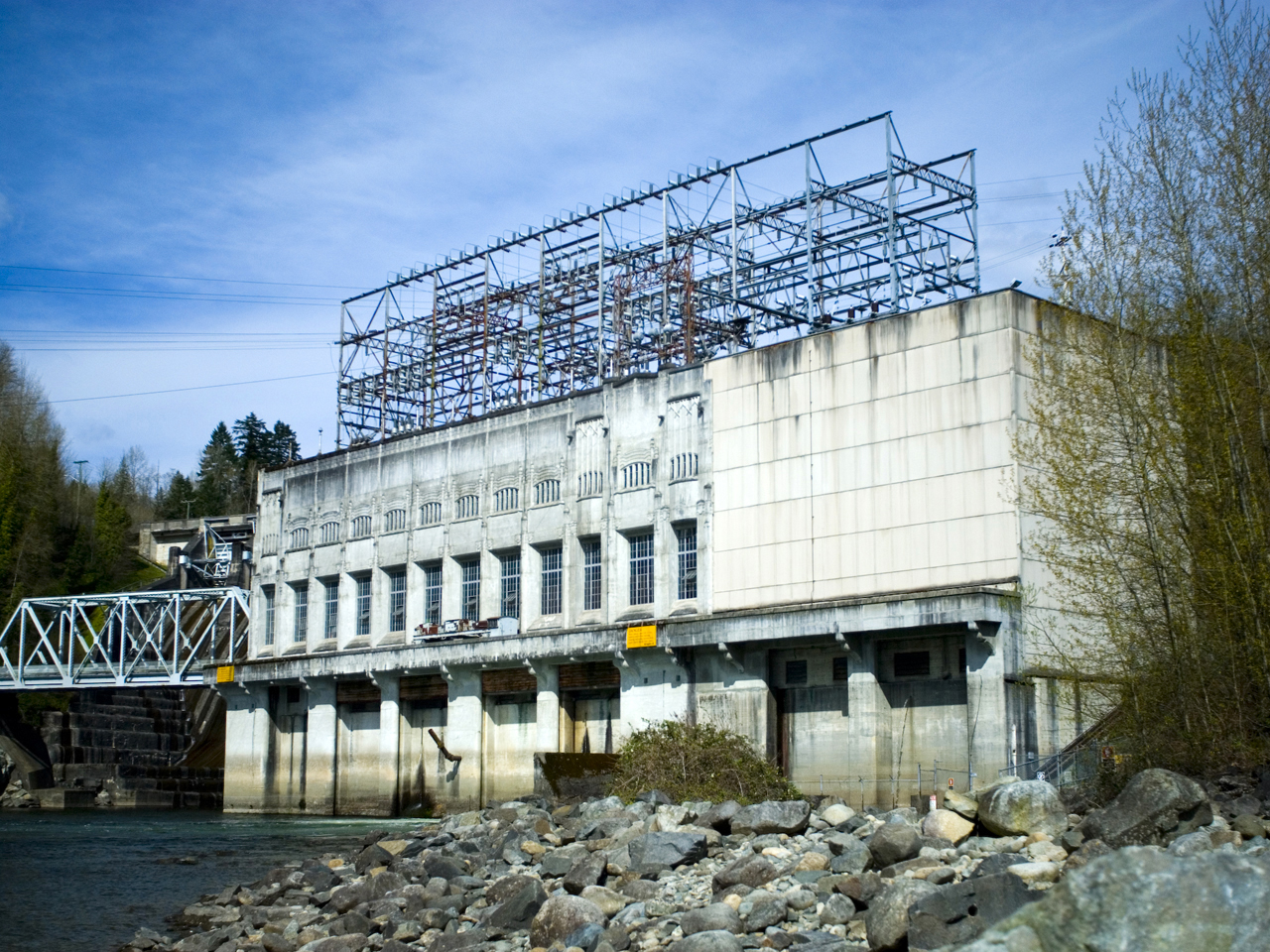
Une maquette grandeur nature du barrage Ruskin est fabriquée pour l'épisode.

Chris Carter persuade les responsables de la Fox de donner à ce double épisode un budget plus important, afin qu'il puisse engager un nombre important d'acteurs, en leur expliquant que cela portera ses fruits à l'occasion de la sortie au cinéma de Combattre le futur. Carter décrit ce double épisode comme le projet le plus complexe de la saison sur le plan logistique. Kim Manners utilise des caméras ignifugées pour filmer au plus près les nombreuses scènes impliquant du feu. Le décor du goulag russe est créé aux North Shore Studios de North Vancouver, tandis que les scènes dans le cargo sont filmées dans un entrepôt de Vancouver.
Rob Bowman devait initialement réaliser la deuxième partie de l'épisode mais est trop occupé par les finitions de Combattre le futur, ce qui oblige Chris Carter à s'en charger en personne. La scène ouvrant la deuxième partie est filmée au mont Grouse, alors que les scènes se déroulant au barrage sont tournées au barrage Ruskin, à 80 km à l'est de Vancouver. Une maquette grandeur nature du barrage est construite pour la scène de l'enlèvement de Cassandra Spender. Les scènes à l'hôpital où est emmenée Scully sont filmées au steadicam en clin d'œil à la série Urgences, alors que la liste de personnes mortes brûlées consultée par Scully est constituée de noms de membres de l'équipe de tournage. Le vaisseau spatial écrasé mesure environ 20 mètres de diamètre, soit le double de la longueur habituelle d'un OVNI construit pour la série, et est traîné sur le sol afin de créer des traces de dérapage. Vingt-cinq explosions sont déclenchées pour simuler le crash. Le tournage de la scène du crash prend une nuit entière. La tagline habituelle du générique, The Truth Is Out There, est remplacée pour la deuxième partie de l'épisode par Resist or Serve (« Résister ou servir »).

## Accueil

### Audiences
Lors de sa première diffusion aux États-Unis, la première partie de l'épisode réalise un score de 12,6 sur l'échelle de Nielsen, avec 19 % de parts de marché, et est regardée par 20,21 millions de téléspectateurs. La deuxième partie obtient quant à elle un score de 12, avec 18 % de parts de marché, et est suivie par 19,98 millions de téléspectateurs.

### Accueil critique
L'épisode recueille des critiques globalement favorables. Le site Le Monde des Avengers lui donne la note de 3/4. Todd VanDerWerff et Zack Handlen, du site The A.V. Club, donnent respectivement aux deux parties les notes de B+ et de A-. John Keegan, du site Critical Myth, donne respectivement aux deux parties les notes de 8/10 et 7/10.
Dans leur livre sur la série, Robert Shearman et Lars Pearson donnent respectivement aux deux parties les notes de 4/5 et 3/5. Paula Vitaris, de Cinefantastique, donne respectivement aux deux parties les notes de 2,5/4 et 3/4.

### Distinctions
L'épisode est nommé en 1998 aux Emmy Awards dans les catégories de la meilleure actrice invitée dans une série télévisée dramatique, pour Veronica Cartwright, du meilleur montage sonore pour une série et du meilleur mixage du son pour une série.